# Spasibo (Zemfira)
Spasibo (in russo Спасибо?) è il quinto album in studio della cantante russa Zemfira, pubblicato il 3 ottobre 2007 su etichetta Kommersant".
Registrato tra l'autunno del 2006 e quello del 2007, il disco vanta oltre 200 000 copie vendute in Russia e circa 50 000 esemplari nella Comunità degli Stati Indipendenti.
Dall'ottobre 2007 all'aprile 2008 l'artista ha promosso l'album attraverso un tour per tutta la Russia.

## Tracce
Testi e musiche di Zemfira Ramazanova.
1. V metro – 2:51
2. Voskresen'e – 2:29
3. Dom – 3:50
4. My razbivaemsja – 3:22
5. Mal'čik – 3:46
6. Gospoda – 3:24
7. Ja poljubila vas – 2:45
8. Voz'mi menja – 4:26
9. Sneg načnëtsja – 4:24
10. 1000 let – 4:10
11. Vo mne – 4:05
12. Spasibo (repeticija, nojabr' 2006) – 3:21

## Premi
Nel 2008 ha vinto il premio russo RAMP (Russian Alternative Music Prize) nella categoria "Album dell'anno".